# Los Angeles Times
Los Angeles Times (även känd som LA Times) är en amerikansk morgontidning som ges ut dagligen. Tidningen publiceras i Los Angeles i Kalifornien och distribueras över hela västra USA. Los Angeles Times grundades 1881 och har erhållit  flera Pulitzerpris genom åren. År 2004 belönades tidningen med fyra Pulitzerpris och var därmed den andra tidningen som erhållit så många pris under samma år (den första var The New York Times år 2002).
Tidningen ägs av det Patrick Soon-Shiong-kontrollerade California Times.